# 宜蘭 (大字)
宜蘭，是台灣宜蘭縣宜蘭市的一個傳統地域名稱，也是傳統主聚落所在地，位於該市中部偏西北。相較於今日行政區，其範圍大致包括北門里、西門里、中山里、南門里、負郭里北部、神農里西北部、新民里、東門里、大新里西北部、小東里西大半部、菜園里、孝廉里。

## 歷史
台灣清治末期，宜蘭地區為一街庄，稱為「宜蘭街」，隸屬於本城堡。該街昔日西及北隔宜蘭河與新城庄、二結庄、辛仔罕庄為界，東與壯一庄為鄰，南邊為金六結庄。
1901年（日治明治三十四年）11月，廢縣廳改設二十廳，該街隸屬於宜蘭廳，編為第一區。1905年（明治三十八年）7月，第一區改名「宜蘭區」。1909年（明治四十二年）10月，合併二十廳為十二廳，該街仍隸屬於宜蘭廳。1920年（大正九年），廢十二廳改設五州二廳，該街改制為「宜蘭」大字，隸屬於臺北州宜蘭郡宜蘭街，大字下有「坤門」、「艮門」、「巽門」、「乾門」小字名。1940年10月宜蘭街升格為宜蘭市。
戰後宜蘭市改制為縣轄市，隸屬於臺北縣，大字改制為里。1950年10月，北、基、宜分治，宜蘭市改隸屬於宜蘭縣。

## 交通
省道台7線（泰山路、舊城南路、舊城東路、聖後街）俗稱「北部橫貫公路」，是桃園大溪至宜蘭壯圍的幹道，大致以西南—東北走向轉西北西—東南東走向繞弧形為南南西—北北東走向再轉西向東經過宜蘭地區。由該道路向西可前往員山、大同、復興、大溪等地，向東可前往壯圍公館並止於省道台2線路口。
省道台7丁線（民權路三段、三清路）是員山雙連埤至宜蘭市區的道路，其東側端點位於本地區南部省道台7線路口。由此向西北西轉西北出境後，可前往新城、結頭份、內員山、大湖、雙連塮等地。

## 學校
- 宜蘭國中
- 宜蘭國小
- 中山國小
- 力行國小
- 光復國小（部分）

## 文化資產
- 昭應宮（縣定古蹟）
- 獻馘碑（縣定古蹟）
- 碧霞宮（縣定古蹟）
- 第一商業銀行宜蘭分行（縣定古蹟），原名「台灣商工銀行宜蘭支店」

## 其他廟宇
- 宜蘭孔子廟
- 宜蘭文昌廟
- 宜蘭五穀廟
- 南興廟（註生娘娘廟）